# Черемховське сільське поселення (Красночикойський район)
Черемхо́вське сільське поселення (рос. Черемховское сельское поселение) — сільське поселення у складі Красночикойського району Забайкальського краю Росії.
Адміністративний центр — село Черемхово.

## Історія
Станом на 2002 рік існував Черемховський сільський округ (села Афонькино, Велика Річка, Зашулан, Семиозер'є, Стеклозавод, Усть-Ямаровка, Черемхово, Ядріхіно, Ямаровка). Пізніше село Семиозер'є було виділене зі складу сільського поселення, нині перебуває у міжселенній території.

## Населення
Населення сільського поселення становить 1128 осіб (2019; 1308 у 2010, 1478 у 2002).

## Склад
До складу сільського поселення входять:
| Населений пункт     | Населення, осіб (2002) | Населення, осіб (2010) |
| ------------------- | ---------------------- | ---------------------- |
| Афонькино, село     | 265                    | 251                    |
| Велика Річка, село  | 4                      | 8                      |
| Зашулан, село       | 4                      | 0                      |
| Стеклозавод, село   | 80                     | 52                     |
| Усть-Ямаровка, село | 76                     | 72                     |
| Черемхово, село     | 712                    | 686                    |
| Ядріхіно, село      | 201                    | 141                    |
| Ямаровка, село      | 136                    | 98                     |